# Ctenodontina martini
Ctenodontina martini är en tvåvingeart som beskrevs av Fisher 1992. Ctenodontina martini ingår i släktet Ctenodontina och familjen rovflugor. Inga underarter finns listade i Catalogue of Life.